# Чальфахре
Чальфахре (перс. چال فخره) — село в Ірані, у дегестані Кугпає, у бахші Новбаран, шагрестані Саве остану Марказі. За даними перепису 2006 року, його населення становило 65 осіб, що проживали у складі 29 сімей.

## Клімат
Середня річна температура становить 10,56°C, середня максимальна – 29,99°C, а середня мінімальна – -11,31°C. Середня річна кількість опадів – 264 мм.
| Клімат поселення                              | Клімат поселення | Клімат поселення | Клімат поселення | Клімат поселення | Клімат поселення | Клімат поселення | Клімат поселення | Клімат поселення | Клімат поселення | Клімат поселення | Клімат поселення | Клімат поселення | Клімат поселення |
| Показник                                      | Січ.             | Лют.             | Бер.             | Квіт.            | Трав.            | Черв.            | Лип.             | Серп.            | Вер.             | Жовт.            | Лист.            | Груд.            |                  |
| Середній максимум, °C                         | 4,84             | 6,26             | 11,02            | 17,47            | 22,34            | 28,18            | 29,99            | 29,76            | 24,94            | 18,64            | 11,91            | 6,24             |                  |
| Середня температура, °C                       | −3,24            | −1,83            | 2,94             | 9,39             | 14,26            | 20,10            | 23,90            | 23,67            | 18,86            | 12,56            | 5,84             | 0,17             |                  |
| Середній мінімум, °C                          | −11,31           | −9,91            | −5,14            | 1,32             | 6,18             | 12,01            | 17,84            | 17,60            | 12,80            | 6,50             | −0,24            | −5,91            |                  |
| Норма опадів, мм                              | 35               | 35               | 47               | 40               | 35               | 5                | 2                | 1                | 0                | 10               | 21               | 33               |                  |
| Середньомісячна швидкість вітру, м/с          | 1.82             | 2.42             | 2.99             | 3.00             | 2.54             | 2.40             | 2.44             | 2.30             | 2.15             | 2.08             | 1.79             | 1.72             |                  |
| Середньомісячна сонячна радіація, кДж/м²·день | 8526             | 11380            | 14250            | 17861            | 21961            | 26634            | 26032            | 23752            | 20315            | 14776            | 10568            | 8463             |                  |
| --------------------------------------------- | ---------------- | ---------------- | ---------------- | ---------------- | ---------------- | ---------------- | ---------------- | ---------------- | ---------------- | ---------------- | ---------------- | ---------------- | ---------------- |
| Джерело:                                      |                  |                  |                  |                  |                  |                  |                  |                  |                  |                  |                  |                  |                  |